# Shpetim
Shpetim (* 6. Juli 2001 in Vilsbiburg; bürgerlich Shpëtim Shala) ist ein albanischer Webvideoproduzent und Entertainer. Im Zentrum seiner Videos steht sein Hund Canelo. Seine Videos veröffentlicht er mehrmals pro Woche auf TikTok, Instagram und YouTube.

## Leben
Shpetim wurde als Sohn albanischer Eltern aus dem Kosovo in Vilsbiburg geboren. Bis 2009 lebte er in Vilsbiburg, daraufhin zog seine Familie aus beruflichen Gründen nach Landshut. Dort wohnte Shpetim bis zum Jahre 2013, als die Familie in den Landkreis Mühlendorf zog.
Mit 16 Jahren zog er aufgrund seiner Ausbildung zum Geschäftsmann im Bereich Sport und Fitness aus dem Elternhaus aus.

## Medialer Auftritt
Im Jahr 2019, nachdem er sich seinen Hund Canelo von einem Züchter gekauft hatte, fing er an den Alltag von sich und ihm auf Social Media zu veröffentlichen. Er konnte sich dort einen großen Erfolg aufbauen.
Sowohl Shpetim als auch sein Hund spielten in der zweiten Staffel der Serie Stichtag, Shpetim übernahm dort die Hauptrolle.

## Filmografie
- seit 2022: Stichtag (Webserie, Hauptrolle ab Staffel 2)